# Lisànies II d'Abilene
Lisànies II d'Abilene (Lysanias,  Λύσανυας) fou tetrarca d'Abilene al començament del segle i. Possiblement va morir pel temps en què l'emperador Claudi va pujar al tron i l'emperador va donar el seu domini a Herodes Agripa. S'ha posat en dubte la seva existència, creient que era el mateix Lisànies I d'Abilene.